# He (kana)
En l'escriptura japonesa, els caràcters へ (hiragana) i ヘ (katakana) són dues mores o kanes que ocupen la 29a posició en el sistema modern d'ordenació alfabètica gojūon (五十音), entre ふ i ほ; i el sisè en el poema iroha, entre ほ i と.
En la taula de l'ordre gojūon (per columnes, i de dreta a esquerra), es troba en la sisena columna (は行, «columna ha») i la quarta fila (え段, «fila e»).

La taula gojūon

Tant へ com ヘ provenen del kanji 部. Poden dur l'accent dakuten: べ, ベ; així com el handakuten: ぺ, ペ.

## Romanització
Segons els sistemes de romanització Hepburn modificat, Kunrei-shiki i Nihon-shiki:
- へ, ヘ es romanitzen com a «he»
- べ, ベ es romanitzen com a «be»
- ぺ, ペ es romanitzen com a «pe»

La partícula へ es pronuncia i generalment es romanitza e, vegeu: e (kana え).

## Escriptura
|  | El caràcter へ s'escriu amb un sol traç. És un traç recte que es divideix en un primer tram ascendent i un segon tram descendent i més llarg.                                                                 |
|  | El caràcter ヘ s'escriu amb un sol traç, de forma idèntica al caràcter anterior. És habitual que en una font s'utilitzi exactament el mateix caràcter però de vegades també té un aspecte una mica més rígid. |

## Altres escriptures
| へ / ヘ en braille japonès     | へ / ヘ en braille japonès                                  | へ / ヘ en braille japonès                                  | へ / ヘ en braille japonès                                   | へ / ヘ en braille japonès                                                                | へ / ヘ en braille japonès                                                                |
| ------------------------------ | ----------------------------------------------------------- | ----------------------------------------------------------- | ------------------------------------------------------------ | ----------------------------------------------------------------------------------------- | ----------------------------------------------------------------------------------------- |
| へ / ヘ he                     | べ / ベ be                                                  | ぺ / ペ pe                                                  | へい / ヘー hē/hei                                           | べい / ベー bē/bei                                                                        | ぺい / ペー pē/pei                                                                        |
| ⠯ (braille pattern dots-12346) | ⠐ (braille pattern dots-5) · ⠯ (braille pattern dots-12346) | ⠠ (braille pattern dots-6) · ⠯ (braille pattern dots-12346) | ⠯ (braille pattern dots-12346) · ⠒ (braille pattern dots-25) | ⠐ (braille pattern dots-5) · ⠯ (braille pattern dots-12346) · ⠒ (braille pattern dots-25) | ⠠ (braille pattern dots-6) · ⠯ (braille pattern dots-12346) · ⠒ (braille pattern dots-25) |

- Alfabet fonètic: 「平和のヘ」 (la «he de heiwa», on heiwa significa pau)
- Codi Morse: •[6]